# Бруцано Цефирио
Бруцано Цефирио (итал. Bruzzano Zeffirio) је насеље у Италији у округу Ређо ди Калабрија, региону Калабрија.
Према процени из 2011. у насељу је живело 894 становника. Насеље се налази на надморској висини од 80 м.

## Становништво
| 1951. | 1961. | 1971. | 1981. | 1991. | 2001. | 2011. |
| ----- | ----- | ----- | ----- | ----- | ----- | ----- |
| 3.028 | 3.018 | 3.119 | 1.950 | 1.842 | 1.401 | 1.211 |